# Mbale Heroes
El Mbale Heroes es un equipo de fútbol de Uganda que juega en la Segunda División de Uganda, la cuarta liga de fútbol más importante del país.

## Historia
Fue fundado en el año 1970 en la ciudad de Mbale con el nombre Gangama United y en esos años ganó su primer torneo importante, la Copa de Uganda en 1976.
En la década de los años 1980s cambiaron su nombre por el de Daily Heroes, periodo donde ganó otro torneo de copa en dos finales que dispuitó en los años 1990s hasta que en el 2000 cambiaron su nombre por el que tienen actualmente.
A nivel internacional han participado en 2 torneos continentales, en los cuales nunca han superado la primera ronda.

## Palmarés
- Copa de Uganda: 2

1975/76, 1998/99
- - Finalista: 1

1992/93

## Participación en competiciones de la CAF
| Temporada | Torneo          | Ronda | Club                  | Local | Visita |
| --------- | --------------- | ----- | --------------------- | ----- | ------ |
| 1977      | CAF Cup Winners | 1     | Bata Bullets Blantyre | 2-1   | 1-4    |
| 2000      | CAF Cup Winners | 1     | Al-Merreikh           | 1-2   | 0-2    |

### Récord Africano
| Apariciones | J | G | E | P | GF | GC |
| ----------- | - | - | - | - | -- | -- |
| 2           | 4 | 1 | 0 | 3 | 4  | 9  |